# Walter Berger
Walter Berger es un deportista de la RDA que compitió en vela en la clase Flying Dutchman. Ganó una medalla de plata en el Campeonato Mundial de Flying Dutchman de 1956.

## Palmarés internacional
| Campeonato Mundial | Campeonato Mundial      | Campeonato Mundial | Campeonato Mundial |
| Año                | Lugar                   | Medalla            | Clase              |
| ------------------ | ----------------------- | ------------------ | ------------------ |
| 1956               | Lago de Starnberg (RFA) | Medalla de plata   | Flying Dutchman    |